# Tôn Đăng
Tôn Đăng (孫登, 209 - 241), tên tự là Tử Cao (子高) là thái tử của Đông Ngô trong thời kỳ Tam Quốc, ông là con trai trưởng của Tôn Quyền, hoàng đế khai quốc của nước Ngô. Ngay từ thuở nhỏ, Tôn Đăng đã được khen ngợi vì sự chăm chỉ và đức độ, ông hội đủ những đức tính cần có của một vị minh quân. Tôn Đăng đã sớm được chọn làm thái tử của nước Ngô nhưng lại không thể đăng cơ vì ông lâm bệnh và qua đời khi tuổi đời còn rất trẻ (33 tuổi). Tôn Đăng lấy con gái của Chu Du làm vợ và sinh được ba đứa con.